# IC 5196
IC 5196 ist eine Spiralgalaxie vom Hubble-Typ Sd im Sternbild Tukan am Südsternhimmel, welche etwa 275 Millionen Lichtjahre von der Milchstraße entfernt ist.
Das Objekt wurde am 21. August 1900 von DeLisle Stewart entdeckt.